# 佛說濟諸方等學經
《佛說濟諸方等學經》，1卷，大乘佛教經典，由西晉竺法護漢譯。主旨在於糾正大乘佛教偏愛說空的偏見。大正藏將其歸為法華部中。

## 內容簡介
這部經典中記錄釋迦牟尼佛與彌勒菩薩在靈鷲山的對話。釋迦牟尼佛自說阿彌陀佛過去生為淨命比丘，他是為達摩比丘（法比丘）。因為達摩比丘已習得大乘空法，能記誦一千部大乘經典，坐禪時已有四禪，只承認諸法皆空，毀謗淨命比丘，死後墮入地獄。也因此，阿彌陀佛在淨土成佛而他在五濁惡世成佛

## 版本
- 《佛說濟諸方等學經》，1卷，西晉竺法護譯
- 《大乘方廣總持經》，1卷，隋毘尼多流支譯